# Unione Nazionale (Portogallo)

Simbolo utilizzato a partire dal 1970

L’Unione Nazionale (portoghese: União Nacional) fu l'unico partito politico legale in Portogallo durante l'Estado Novo, la dittatura corporativista inaugurata da António de Oliveira Salazar.

## Storia
Fondato dall'allora ministro delle finanze Salazar nel 1930 come "organizzazione di unità di tutti i portoghesi".
Dopo la vittoria elettorale del 1934, sull'onda del successo delle dittature fasciste e naziste in Europa, Salazar governò il Paese, con l'Unione Nazionale come partito unico.
Salazar inizialmente si ispirò al fascismo, in una versione portoghese, teorizzato come Estado Novo (Stato Nuovo), analogo, nella natura e nei princìpi corporativi, seppur spesso nazionalista, e cattolico. La sua milizia paramilitare era la Legione Portoghese.
Nel secondo dopoguerra in Portogallo fu introdotto un sistema rigorosamente gerarchico ma su base elettorale, basato sempre su corporazioni e partito unico.
Nel tempo U.N. si trasformò in un movimento social-conservatore.
Dopo 36 anni come primo ministro dell'Estado Novo, Salazar nel settembre 1968 fu rimosso dal potere dal presidente Américo Tomás a seguito dell'ictus cerebrale invalidante che aveva colpito il dittatore. Dopo aver valutato una serie di scelte, Tomás nominò come primo ministro Marcello Caetano, che durante il V congresso del partito, propose il cambio del nome in "Azione nazionale popolare" (in portoghese Ação Nacional Popular). Con questo nuovo nome il partito partecipò alle elezioni legislative del 1969, le prime pluripartitiche, vinte con l'87,99% dei voti, e a quelle del 1973.
Si sciolse dopo la Rivoluzione dei garofani del 25 aprile 1974.

## Presidenti
| № | Foto | Nome (nascita–morte)                    | Mandato           | Mandato           |
| № | Foto | Nome (nascita–morte)                    | Inizio            | Fine              |
| - | ---- | --------------------------------------- | ----------------- | ----------------- |
| 1 |      | António de Oliveira Salazar (1889–1970) | 30 luglio 1930    | 27 settembre 1968 |
| 2 |      | Marcello Caetano (1906–1980)            | 27 settembre 1968 | 25 aprile 1974    |

## Risultati elettorali

### Elezioni dell'Assemblea Nazionale
| Data | Presidente del partito      | Voti      | Seggi     | +/-     |
| ---- | --------------------------- | --------- | --------- | ------- |
| 1934 | António de Oliveira Salazar | 476 706   | 100 / 100 | 100     |
| 1938 | António de Oliveira Salazar | 694 290   | 100 / 100 | Stabile |
| 1942 | António de Oliveira Salazar | 758 215   | 100 / 100 | Stabile |
| 1945 | António de Oliveira Salazar | 489 133   | 120 / 120 | 20      |
| 1949 | António de Oliveira Salazar | 927 264   | 120 / 120 | Stabile |
| 1953 | António de Oliveira Salazar | 845 281   | 120 / 120 | Stabile |
| 1957 | António de Oliveira Salazar | 911 618   | 120 / 120 | Stabile |
| 1961 | António de Oliveira Salazar | 973 997   | 130 / 130 | 10      |
| 1965 | António de Oliveira Salazar | 998 542   | 130 / 130 | Stabile |
| 1969 | Marcello Caetano            | 981 263   | 130 / 130 | Stabile |
| 1973 | Marcello Caetano            | 1 393 294 | 150 / 150 | 20      |